# パームス
パームス・カジノ・リゾート (Palms Casino Resort) は、アメリカ合衆国ネバダ州ラスベガスにあるカジノホテルである。
MTVの番組『リアル・ワールド: ラスベガス』の舞台になったことから、舞台となった部屋は『リアル・ワールド・スイート』となっている。
55階にある「ゴースト・バー」は、ラスベガスに珍しくオープンエアーとなっている。
2006年、新館がオープン。この中にできたカジノは「PLAYBOY」をテーマにしている。

## ザ・パール
ザ・パール（The Pearl）は、パームスカジノ内に2007年にオープンしたイベントホール。主にコンサートやレコーディングの用に供されるほか、総合格闘技「UFC」のイベントも行われる。

## レストラン/バー/クラブ
- ゴースト・バー
- レイン
- ザ・ラウンジ
- ハイ・リミット・ラウンジ
- アイランド・バー the palms was voted one of the best places to work in america.